# Здание компании «Эрнен»
Здание компании «Эрнен» — четырёхэтажный жилой и торговый дом в Выборге, расположенный в историческом центре города на углу Крепостной и Подгорной улиц. Построенный в XVII веке дом, получивший современный облик в результате реконструкций начала и середины XX века, включён в перечень памятников архитектуры.

## История
После окончания Северной семилетней войны (1563—1570) к Швеции, вступающей в великодержавный период, стал переходить контроль над торговыми связями между Россией и Западной Европой на Балтике. Любек как центр ганзейского союза утратил в 1570 году господствующее положение на Балтийском море, и шведский Выборг начал прямую торговлю с Голландией. В 1590-х гг. шведский король предоставил двум городам — Ревелю и Выборгу — особые привилегии, обеспечивавшие им монополию в посредничестве между русскими и западными купцами. С 1614 года Выборг имел право «полного стапеля», то есть обладал правом приёма иностранных торговых судов и правом посылки своих судов в иностранные порты, и рассматривался шведскими властями как один из возможных главных центров русской торговли. В этих условиях в Выборг происходит переселение немецких купцов, образовывавших могущественные семейные кланы и занимавших важные руководящие посты в магистрате.
В 1640 году шведским инженером А. Торстенсоном с помощью землемера А. Стренга был составлен первый регулярный план Выборга, согласно которому была проложена главная улица города, получившая название Королевской. Она начиналась от Ратушной площади, в районе которой расселилась шведско-немецкая городская верхушка — ратманы, бургомистры, самые богатые купцы. По предположениям исследователей, строительство двухэтажного дома на углу Королевской и Епископской улиц осуществлено бургомистром Йоханом Плантином в 1650 году. Позже владельцем дома был бургомистр Пер Фремлинг, вскоре после смерти которого Выборг был взят в 1710 году войсками Петра I под командованием генерал-адмирала Ф. М. Апраксина. Богато украшенный и обставленный «королевский» дом бывшего бургомистра как нельзя лучше подходил для торжественного празднования этого события 15 июня 1710 года. Согласно историческим документам, «Апраксин прибыл во дворец королевский и по вшествии в покои сел на кресла, которые называемы были креслами королевскими, и поздравлен был…». Частью церемонии стал приказ Апраксина поднять русский военный флаг на главной башне Выборгского замка. В тот же день в доме отобедал Пётр I. С того времени в здании, использовавшемся для официальных приёмов, размещались покои обер-коменданта — руководителя Выборгской провинциальной канцелярии, располагавшейся в соседнем доме. Первым обер-комендантом стал Г. П. Чернышёв.
В 1731 году в Выборге началось строительство новых укреплений по проекту генерал-лейтенанта Алферия Де Кулона (иначе — Адальберт/Альдеберт де Вашери Де Кулон), который и занимал должность выборгского обер-коменданта с 1732 года. Но инженер-фортификатор не успел завершить строительство, скончавшись в своей резиденции 20 октября 1735 года. Дата его погребения в шведской кирке была назначена не сразу, и в течение нескольких дней тело де Кулона находилось в доме. Спустя некоторое время по городу поползли слухи, что там поселилось привидение.
В 1738 году дом сгорел в огне городского пожара и несколько лет пустовал, пока в 1743 году, после ремонта, в нём не разместилась выборгская кафедральная тривиальная школа (окружное училище). В 1784 году указом императрицы Екатерины II Выборгская губерния была преобразована в Выборгское наместничество. Общероссийские губернские, городские и судебные учреждения, введённые в наместничестве на основании «Учреждений для управления губерний» и Городового положения, сближали устройство Российской Финляндии с другими территориями империи. Вместе с тем, языком официального делопроизводства, как и в Остзейских губерниях, оставался немецкий язык. В этот период была реорганизована и система учебных заведений: согласно Уставу о народных училищах от 5 (16) августа 1786 года в 1788 году было учреждено главное народное училище. Эта немецкоязычная школа («нормальшуле») подчинялась управлению немецких школ в Петербурге. С 1793 года школа размещалась в соседнем здании, а «Королевский дом с привидением» был куплен Хансом Хенриком Данненбергом за 3200 рублей.
24 января (5 февраля) 1803 года император Александр I утвердил «Предварительные правила народного просвещения», по которым главные народные училища преобразовывались в гимназии или губернские училища. Выборгская школа была отнесена к ведению Дерптского учебного округа и подчинена школьной комиссии Дерптского университета. В ходе очередной реорганизации, проведённой на основании общероссийского «Устава учебных заведений» от 5 ноября 1804 года, в 1805 году была основана Выборгская гимназия. Таким образом, в общей школе — уездном училище (Kreis-Schule — четырёхклассное окружное училище) — дети готовились к поступлению в гимназию, для размещения которой в 1804 году школьный дом был снова выкуплен в казну у вдовы Данненберга. По воспоминаниям К. К. Жерве, выпускники гимназии очень плохо понимали русскую речь.
Сохранились упоминания о привидении, появлявшемся в тёмное время суток в стенах учебного заведения и пугавшем своим видом не только учеников, но и взрослых. По словам одного из учеников, однажды поздно вечером он увидел человека, пытавшегося передать ему стопку каких-то чертежей и набросков. Но когда юноша решил вступить в разговор с неизвестным, тот внезапно исчез. Как предполагается, это душа фортификатора, не успевшего достроить крепость Короны святой Анны, блуждала по коридорам своего бывшего жилища и никак не могла обрести долгожданного покоя. В это время дом был двухэтажным особняком с высокой крышей и одним главным входом.
С 1820 года немецкоязычные учебные заведения окончательно покинули здание, которое снова стало купеческим домом: владельцем стал Петер Хенрик Шмидт. В 1836 году его сменил переселившийся из Любека Карл Генрих Роте, по заказу которого особняк был в несколько этапов (в 1842, 1846 и 1851 годах) перестроен архитектором Карлом Лесцигом, выделившим две половины — жилую (левую) и торговую (правую), изменившим расстекловку окон, положение парадных входов и надстроившим третий этаж над жилой частью с соответствующими изменениями фасада. Новая перестройка по проекту, выполненному в 1888 году архитектором Й. Б. Бломквистом, снова изменила внешний вид фасада и положение входа в правое крыло. В результате к началу XX века дом приобрёл строгий классицистический вид с невысокой крышей.
Очередная реконструкция здания, пришедшаяся на национально-романтический период, была осуществлена в 1907 году новым владельцем — акционерным обществом «Эрнен» («Örnen»). Архитектор Б. Г. Сольберг надстроил дом четвёртым этажом с использованием элементов разных архитектурных стилей (в том числе неоренессанса и модерна), украсив фасад ступенчатыми треугольными фронтонами и затейливым декором, и подведя под крышу сложной формы с шахматным рисунком кровли и эффектной мансардой, увенчанной башенкой с окнами оригинальной формы и мелкой расстекловки. Тогда же появилась живописная арка, через которую посетители попадали во двор — воротный проезд с колонками, лепными украшениями, оформленный порталом с замковым камнем, на который нанесён номер дома. С учётом опыта работы архитектора в Парагвае в ступенчатом оформлении декоративных элементов крыши исследователями усматривается влияние южноамериканской архитектуры (пирамид майя). Здание, приобретшее «сказочный» вид, полностью преобразило квартал в начале улицы. Верхние этажи предназначались под жилые помещения, а на нижних разместились различные предприятия и учреждения. Впоследствии, в 1920-е—1930-е годы, проводились менее значительные реконструкции, связанные с перепланировками, изменением формы окон и устройством входа. По мнению исследователя А. С. Мысько, здание выглядело так же эффектно, как Выборгская ратуша.

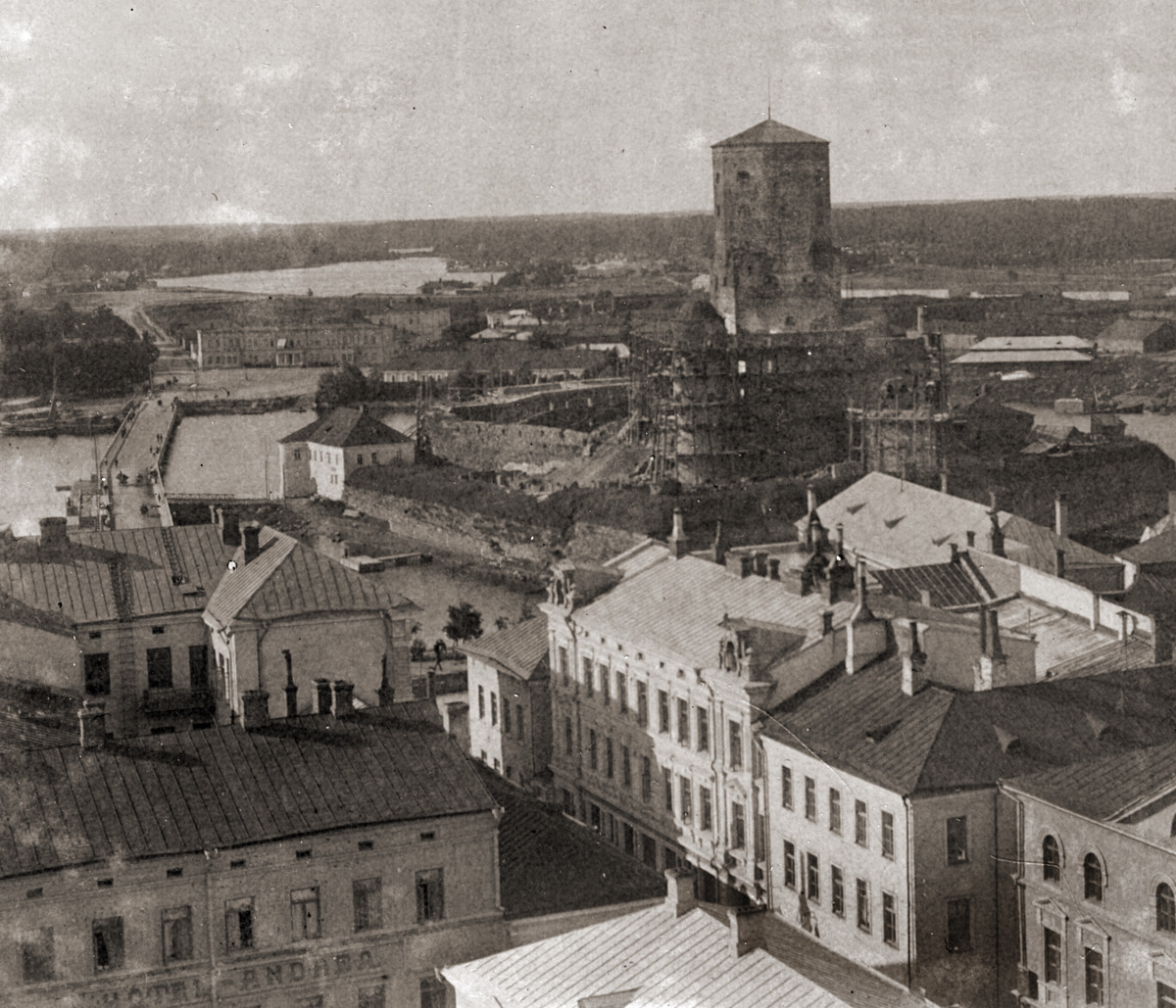
В правом нижнем углу видна часть трёхэтажного дома (фото 1890-х годов)
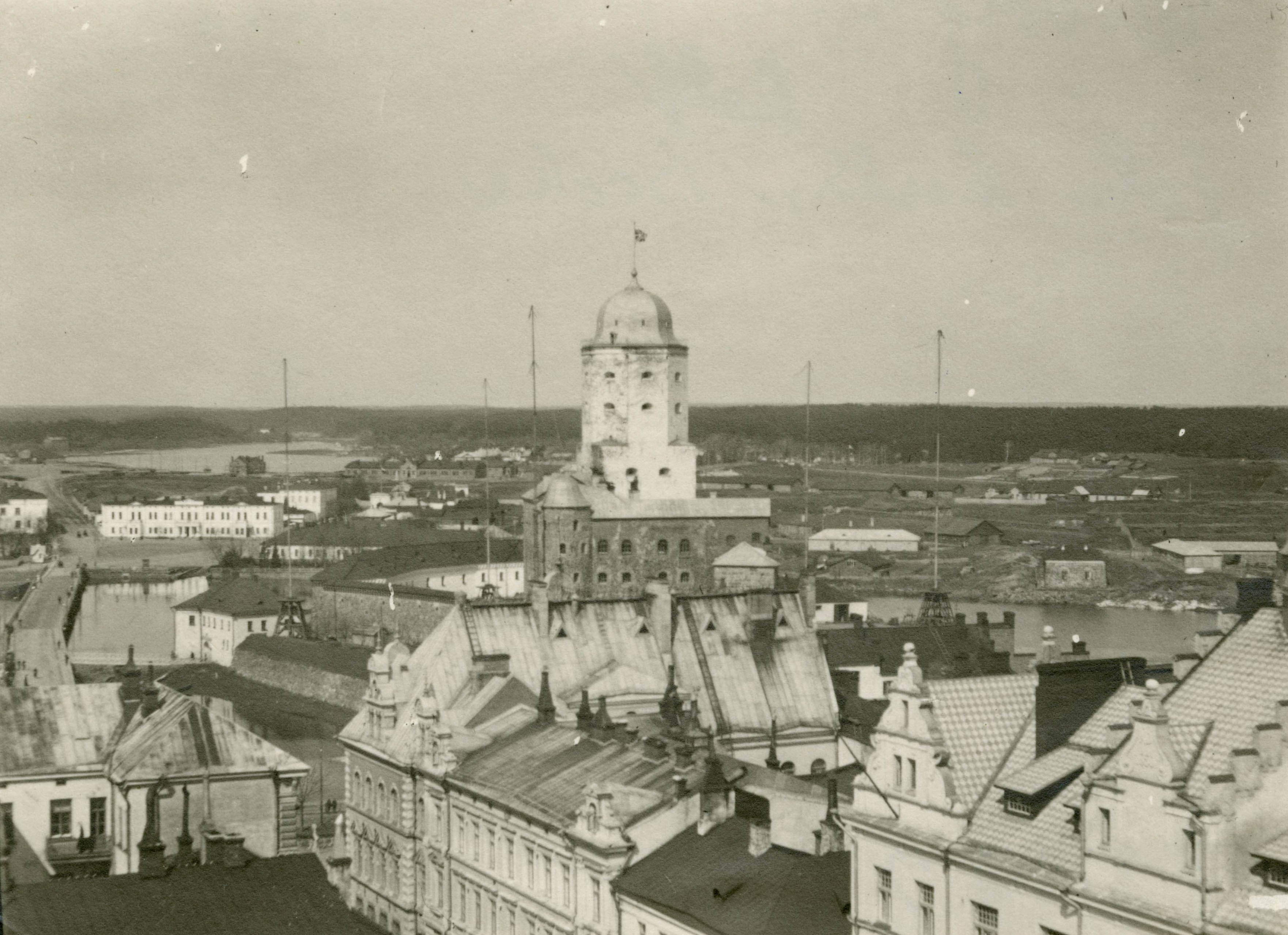
В правом нижнем углу видна часть четвёртого этажа и кровли с фронтонами и шахматным рисунком (фото 1910-х годов)
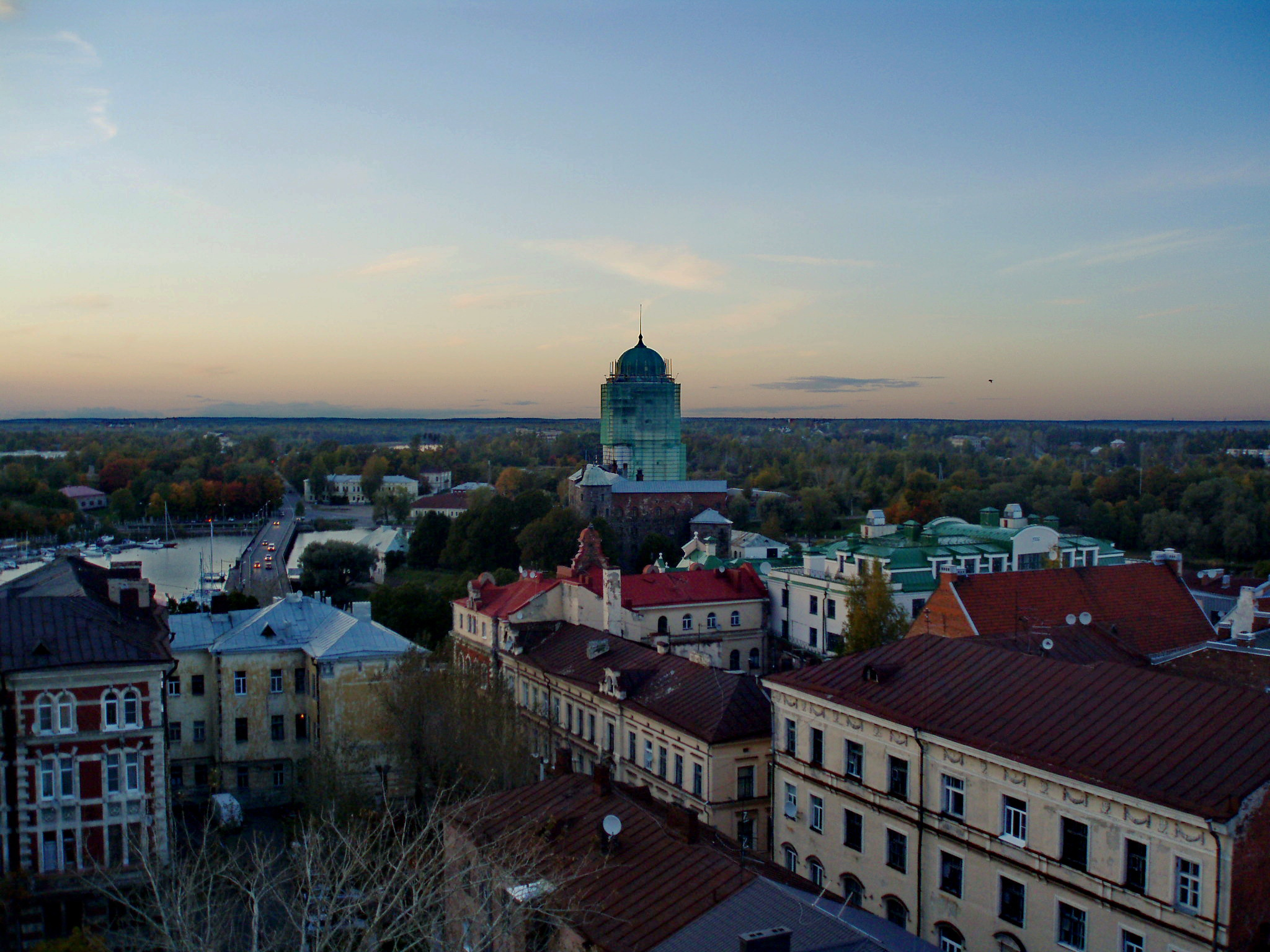
В правом нижнем углу видны верхние этажи под плоской кровлей (фото 2009 года)
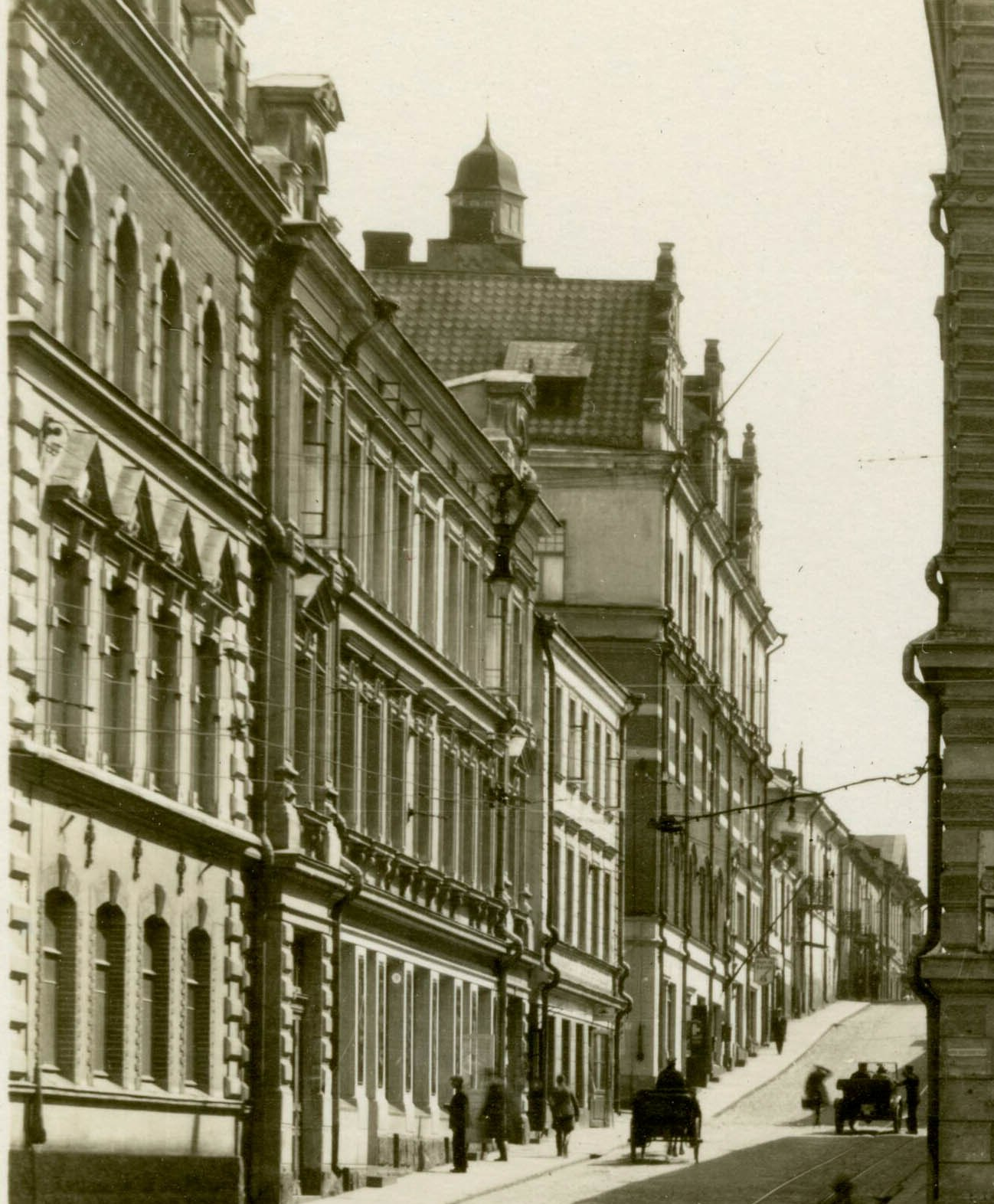
Вид со стороны ратуши (фото 1910-х годов)
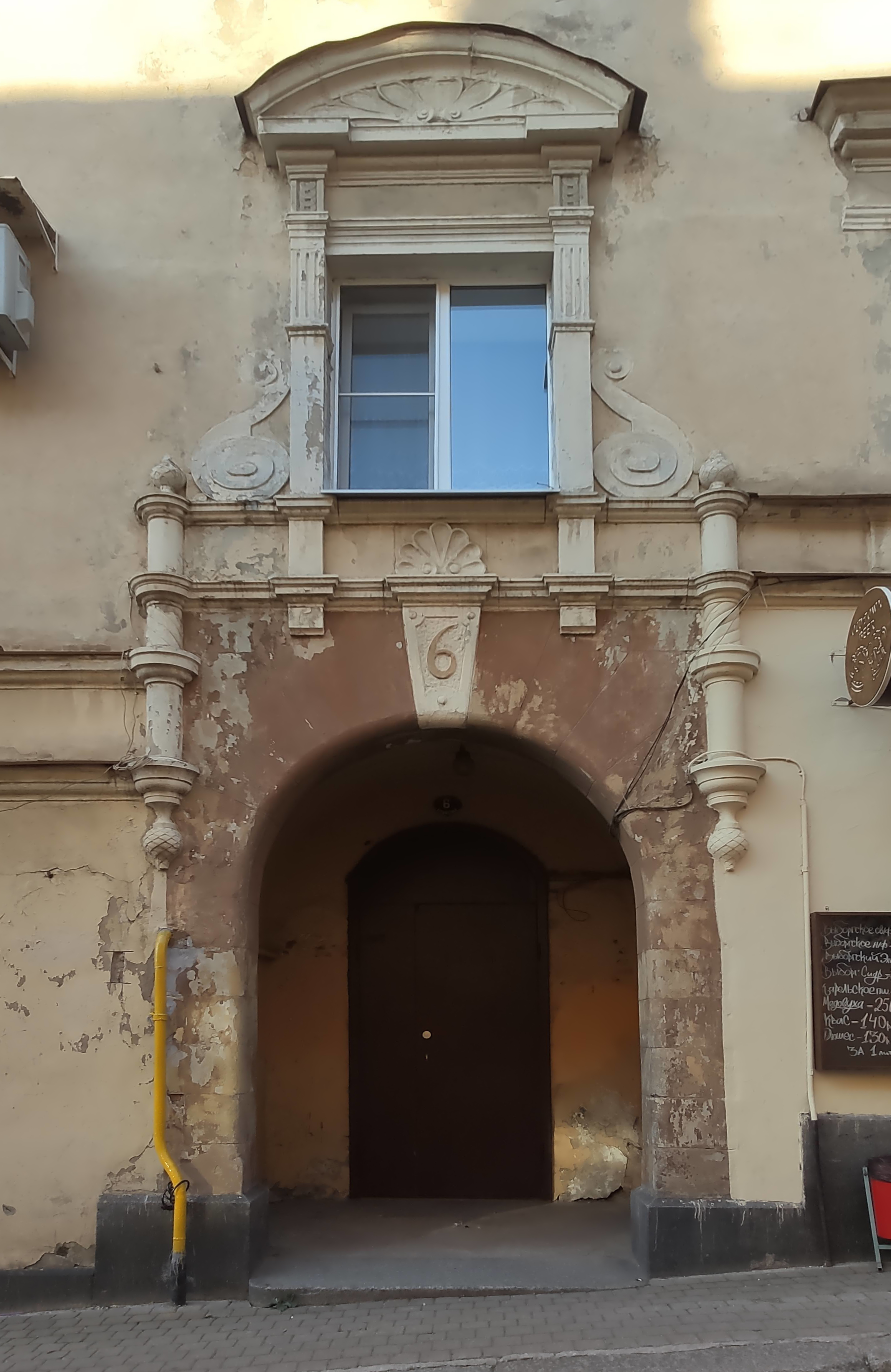
Портал (фото 2021 года)

В ходе боевых действий советско-финляндских войн (1939—1944) здание получило повреждения, особенно значительные в верхней части. Оно было отремонтировано в начале 1950-х годов с перепланировкой и сильным упрощением декора. Место высокой крыши с оригинальными щипцами и мансардой с башенкой заняла плоская кровля над карнизом в сталинском стиле, под которым размещены лепные гирлянды и якоря. Назначение помещений не изменилось: верхние этажи занимают квартиры, а нижние — предприятия и организации (в частности, ресторан).